# Garantierter Maximalpreis (Baubranche)
Der Garantierte Maximalpreis (GMP) ist ein Bauvertragsmodell. Es baut auf dem Pauschalvertragsmodell auf. Wie bei diesem wird das vom Generalunternehmer zu erbringende Leistungssoll vereinbart. Der vom Bauherrn für das gesamte Projekt zu bezahlende Preis ist hingegen kein Festpreis, sondern ein Höchstpreis. Einsparungen – insbesondere aus Nachunternehmerleistungen, die günstiger als veranschlagt vergeben werden können – teilen Auftraggeber und Auftragnehmer nach einem vorher festgelegten Schlüssel auf. Voraussetzung, damit GMP-Projekte erfolgreich gelingen, ist die frühzeitige, partnerschaftliche Zusammenarbeit von Bauunternehmen und Bauherr.
Die Verbreitung des Vertragsmodells in der Praxis ist gering, da es vom Generalunternehmer eine vollständige Aufdeckung der Kalkulation erfordert, um im Falle von Änderungen, die der Bauherr wünscht, den Vorgabepreis anpassen zu können. Der Einsatz beschränkt sich damit auf die Fälle, in denen der Generalunternehmer ohne Wettbewerb beauftragt wird, weil er mit seinem Knowhow von Beginn der Planung an mit am Tisch sitzt. Den Baurechtsjuristen ist es bisher noch nicht gelungen, Vertragsentwürfe vorzulegen, die auch ohne tiefer gehendes Vertrauen zwischen Bauherrn und Generalunternehmer praktikabel sind.

## Projektbeispiele
- Westfalenstadion, Dortmund
- Terminal B, Flughafen Leipzig/Halle